# Francisco Agustín Silvela y Blanco
Francisco Agustín Silvela y Blanco (Valladolid, 28 de agosto de 1803-Madrid, 20 de septiembre de 1857) fue un abogado, político y magistrado español.

## Biografía
Francisco Agustín Silvela y Blanco nació en Valladolid, siendo bautizado en la parroquia de Santiago de dicha ciudad el 28 de agosto de 1803. Era hijo del escritor y magistrado español Manuel Silvela y García de Aragón, del que fue, en palabras de su padre, su "brazo derecho y depositario de todas mis ilusiones".  
Francisco Agustín tenía merecida fama de docto y trabajador. En 1825 alcanzó el grado de bachiller en Artes por la Real Academia de Burdeos y en 1833 la Licenciatura en Leyes por la Universidad de París. Fue miembro de la Sociedad de Estadística Universal de la misma capital, individuo de la Real Academia de Ciencias y de otras entidades ilustres de Burdeos, catedrático de Humanidades, de Historia antigua y moderna y de Lengua Griega en varios establecimientos  pedagógicos y académico de honor de la Real de Matemáticas y Nobles Artes de la Purísima Concepción de Valladolid.
Manuel Silvela, padre de Francisco Agustín, había aceptado el cargo de alcalde de casa y corte del gobierno invasor durante la ocupación francesa y, aunque lo utilizó para salvar las vidas de miles de compatriotas, ésta fue causa bastante para merecer de muchos del apelativo de "afrancesado" y verse obligado a emigrar para salvar su vida. Así, Francisco Agustín acompañó a sus padres al exilio en Francia. 
Casó en la iglesia de San Severin de Burdeos el 30 de junio de 1827 con María Antonieta Luisa de Le Vielleuze y Sotés, hija del coronel del regimiento de Asturias Luis de Le Vielleuze, de ascendencia belga.
Tras la muerte de su padre, Francisco Agustín regresó a España con toda su familia, donde ocupó cargos importantes en la Administración de la época.
En 1843 el duque de Bailén (tutor de Isabel II) le nombró intendente de la Real Casa y Patrimonio, y  con  motivo de la declaración de la mayoría de edad de la Soberana, fue nombrado gentilhombre de cámara con ejercicio.
Falleció en Madrid el 20 de septiembre de 1857 y fue enterrado en el cementerio de la Sacramental de San Isidro de Madrid.

## Carrera política
En el exilio francés contó con muy general simpatía entre los emigrados españoles de todos los  colores, principalmente del antiguo josefino Francisco Javier de Burgos, refugiado en Francia como Silvela —en cuyo colegio se educaron los hijos de Burgos— y que, al morir Fernando  VII en 1833, fue secretario del despacho y de Fomento con la reina gobernadora, María Cristina.  
Javier de Burgos, desde la primera hora de su encumbramiento, correspondió a Manuel Silvela tomando bajo su amparo a su hijo Francisco Agustín.  
En diciembre de 1833, Francisco Agustín Silvela fue nombrado secretario de la Subdelegación  de  Fomento  en  la provincia de Pontevedra, permutando a los pocos días este destino con el de secretario de Fomento en Ávila, punto de arranque de su carrera administrativa, en la cual alcanzaba tres  años  después el Gobierno Civil de Castellón de la Plana, cargo del que se retiró dejando generosamente a la Casa de Expósitos todo el ajuar de la suya. Un año después fue nombrado jefe político de Valencia y La Coruña.
Pasó luego al Gobierno Civil de Lérida, y más adelante a la plantilla del Ministerio de la Gobernación como vocal de la Junta Consultiva y jefe de Sección del Ministerio.  
La revuelta política de  aquella época le designó el 5 de diciembre de 1838 para ministro de la Gobernación de un gabinete efímero y, después de la revolución de 1840, lo fue algún tiempo de Gracia y Justicia con Valentín Ferraz como presidente, siendo su gestión en este ministerio tan relevante que las Cortes acordaron la impresión de todos los proyectos debidos a su iniciativa.
Entre 1837 y 1847 fue elegido varias veces diputado por Ávila, llegando a ser nombrado vicepresidente del Congreso de los Diputados. 
En 1847 fue nombrado senador vitalicio.

## Carrera jurídica
Dentro del ámbito estrictamente jurídico, Silvela se recibió como abogado de los Tribunales del  Reino de España en 1835 ingresando en el Ilustre Colegio de Abogados de Madrid tres años después.
En 1839 fue nombrado Magistrado de la Audiencia de La Coruña y en 1841 Magistrado de la de Valladolid, ascendiendo en 1843 a Magistrado del Tribunal Supremo y Presidente de la Sala de Indias en 1853.
En 1850 fue nombrado presidente de la Junta de Gobierno del Monte Pío de Jueces de Primera Instancia.

## Familia
Francisco Agustín Silvela y Mª Antonieta de Le Vielleuze tuvieron cuatro hijos llamados Manuel, Victoria, Luis y Francisco.De ellos, los tres varones alcanzaron altos puestos en el Gobierno y la Administración de su época

## Obras
- "Una cuestión de Derecho", París 1829
- "Consideraciones  sobre  la  necesidad de conservar la pena capital  en  los Códigos y de aplicarla en su caso", Madrid 1835
- "Proyecto de Ley electoral", Lérida 1836
- "Proposición de ley de la jurisdicción, atribuciones, organización y modo de proceder el Senado como Tribunal de Justicia" Madrid 1847
- "Colección de proyectos, dictámenes, leyes orgánicas o Estudios prácticos de administración", Madrid 1839